# Liriomyza helianthi
Liriomyza helianthi är en tvåvingeart som beskrevs av Spencer 1981. Liriomyza helianthi ingår i släktet Liriomyza och familjen minerarflugor. Inga underarter finns listade i Catalogue of Life.